# ديفيد بيرمان
ديفيد بيرمان (بالإنجليزية: David Berman)‏ هو ممثل أمريكي، ولد في 1 نوفمبر 1973 في الولايات المتحدة.

## أعمال

### أفلام
- (2011) سبعة أيام في يوتوبيا
- (2017) ثائر في حقل الشوفان

### مسلسلات
- ربات بيوت يائسات
- التحقيق في موقع الجريمة

## وصلات خارجية
- ديفيد بيرمان على موقع IMDb (الإنجليزية)
- ديفيد بيرمان على موقع ألو سيني (الفرنسية)
- ديفيد بيرمان على موقع قاعدة بيانات الفيلم (الإنجليزية)
- ديفيد بيرمان على موقع كينوبويسك (الروسية)